# 地平线上的蕾亚之翼
《地平线上的蕾亚之翼》是由Snowman开发，Netflix于2023年发行的动作游戏，对应Android和iOS平台。

## 玩法
《地平线上的蕾亚之翼》是一款开放世界动作游戏。游戏舞台为多山小岛，玩家扮演女孩蕾亚，身着翼装飞行斗篷从山顶滑翔到海岸上。游戏没有剧情，玩家在游戏过程中逐渐揭开角色与小岛的历史，如得知他们的先祖的船在该岛失事。玩家用两根手指操控触摸屏，分别控制滑翔衣的两翼，让蕾亚转向、俯冲、飞升或张开披风着陆。每次飞行时间约数分钟，飞行结束后，蕾亚会回到最后所在的山顶。岛内有多种生态系统，以及树木、建筑物、热气球和其他滑翔器；玩家可以自由飞翔，惟受重力影响。
当蕾亚靠近地面或物体，或发动俯冲等特技时，身旁会出现象征着能量的黄色三角形的「火花」。玩家可消耗能量加速。此外，玩家亦可在障碍物旁找到能量。地图中还有上升气流、风洞等元素，以助玩家上升或加速。游戏设有各类任务，如靠近30棵树；完成一定量的任务后，玩家将获得提供不同能力的新披风。玩家还可从岛上的非玩家角色处领取挑战任务，如赢得竞速比赛或挑战困难航线。挑战成功后，玩家可收获能力各异的饰品。

## 开发与发行
《地平线上的蕾亚之翼》开发商为多伦多工作室Snowman。公司此前制作了单板滑雪游戏《奧托的歷險》、滑板游戏《滑板之城》等作品。游戏于2018年起着手开发。Snowman共同创始人Ryan Cash喜爱飞行，希望继续探索《奧托的歷險》中的翼装飞行元素。团队研究后，决定用触控屏手势操控游戏。制作人Owais Akhtar表示，他们乐于开发这种操作易上手而难精通的动作节奏游戏。他们希望游戏能带给玩家和谐无争、逃离现实，如同翱翔于童年梦境的感受。Cash称游戏旨在营造这样的感受：玩家与好友蹬车徜徉在街头巷里，在温馨的世界中探索并发现秘密。
开发初期，Snowman思考了现实物理机制与游戏娱乐体验间的平衡问题。确立基本机制后，制作者考虑如何避免玩家受挫放弃游戏。为此，团队设计了可供中途着陆休息的降落点，可以抬升角色高度的上升气流，以及避免直接坠地的气垫。针对蕾亚坠毁的情况，团队测试多种方案后决定采用时间回溯机制，让玩家倒带继续游戏。
游戏艺术设计参考了多方元素，其一即1984年动画电影《风之谷》。除了以石木为主的建筑外，电影的奇幻故事亦影响了游戏：依靠魔法飞行的人与风有着某种联系，故游戏世界遍布风塔和风车。和以往注重游戏性而回避对话的作品不同，在《地平线上的蕾亚之翼》中，Snowman首次尝试完善世界与角色，故在小岛上设计了多种生态系统、城镇和角色。
游戏音乐和声效创作者是Wobblersound，由David和Markus Zahradnicek组建的奥地利工作室。他们以木管乐器为核心，注重轻盈通透的音质，创作了契合游戏风格的民谣和世界音乐原声。木管乐器种类繁多，如盖纳、奥卡利那、班苏里和横笛等，皆由奥地利笛手Veronika Vitazkova演奏。游戏中的音乐会因玩家操作而变化，依蕾亚的飞行速率或离地远近，节奏、音量和乐器数量会所调整。四大生态系统各有独特的配器：为在频繁起飞中保持新鲜感，Wobblersound为每个生态环境各创作了12种引子。
工作室表示《地平线上的蕾亚之翼》是他们当时最大的游戏。和线性的程序生成作品不同，《蕾亚之翼》系手工制作的开放世界游戏。游戏制作团队规模亦为公司历史之最。Akhtar表示，游戏专为手机玩家设计，每轮游玩只消数分钟；但新玩家完全探索游戏要耗时20至40小时，而开发者自身亦需十余小时来完成。
该作是继《幸运的露娜》之后，Snowman第二款由Netflix发行的游戏。开发者希望透过Netflix Games或Apple Arcade等订阅服务发布游戏，以免广告或应用内购提示干扰游戏体验。他们亦认为，若向服务订阅者免费提供游戏，则可专注游戏设计，无须在销量与营收问题上做出妥协。Snowman发行游戏时表示，希望将来继续与Netflix合作。游戏于2023年3月9日透过预告片亮相，于5月2日登陆iOS和Android平台。11月7日，Wobblersound发行了数字版原声专辑。

## 评价
《地平线上的蕾亚之翼》发售时获得媒体好评。游戏获「口袋玩家」年度最佳Netflix游戏和最佳平台游戏提名，以及「Edge」年度手机游戏非冠军获奖者。评测对游戏的飞行体验和操控表示肯定。「触控街机」的Shaun Musgrave认为游戏的精华在于「掌握滑翔之技能的乐趣」，网站另一编辑Jared Nelson将该作评为周度游戏，称飞行感觉仿若身体的自然延伸。「口袋玩家」的Will Quick称赞了飞行带来的快感，「IGN印度」的Rupesh Nair则认为操控是游戏最有趣的一环。「The Verge」的Andrew Webster称，游戏里最紧要是飞行的感觉。
「IGN印度」的评测称赞岛屿的细节加工，「触控街机」亦称环境和角色美幻迷人。两篇评测均称赞配乐与音效安详，与场景相得益彰。《Mac格式》的Alex Blake称赞游戏视觉设计美丽，让人感到安慰。「9to5Mac」的Michael Potuck、「多边形」的Chris Plante以及「The Verge」的评测均认为，滑翔下山时玩家可以尽情享受探索之趣，而无须专注于任务或目标。Plante在评测结语表示，「最重要的，《地平线上的蕾亚之翼》是款舒放游戏」。